# Rosellinia
Rosellinia is een geslacht van schimmels behorend tot de familie Xylariaceae. De typesoort is Rosellinia aquila.

## Soorten
Volgens Index Fungorum telt het 189 soorten (peildatum mei 2023):
| Soortnaam                                        | Auteur(s)                            | Publicatiejaar |
| ------------------------------------------------ | ------------------------------------ | -------------- |
| Rosellinia abscondita                            | Rehm                                 | 1889           |
| Rosellinia acaciae                               | A. Pande & V.G. Rao                  | 1995           |
| Rosellinia aciculispora                          | J. Fourn. & Lechat                   | 2017           |
| Rosellinia affinis                               | Sacc.                                | 1913           |
| Rosellinia africana                              | Saccas                               | 1953           |
| Rosellinia akulovii                              | L.E. Petrini                         | 2013           |
| Rosellinia albocincta                            | Petch                                | 1922           |
| Rosellinia amazoniae                             | L.E. Petrini                         | 2013           |
| Rosellinia amblystoma                            | Berl. & F. Sacc.                     | 1889           |
| Rosellinia americana                             | (Petr.) Rappaz                       | 1995           |
| Rosellinia andina                                | Speg.                                | 1909           |
| Rosellinia angusta                               | Wei Li bis & L. Guo                  | 2019           |
| Rosellinia anthostomoides                        | Berl.                                | 1889           |
| Rosellinia apiahyna                              | Speg.                                | 1918           |
| Rosellinia aquila (Lentetepelkogeltje)           | (Fr.) Ces. & De Not.                 | 1844           |
| Rosellinia aquiloidea                            | A. Pande & V.G. Rao                  | 1995           |
| Rosellinia attenuata                             | M. Niranjan & V.V. Sarma             | 2018           |
| Rosellinia australiensis                         | Crous & P.A. Barber                  | 2017           |
| Rosellinia australis                             | Speg.                                | 1909           |
| Rosellinia bakeriana                             | Sacc.                                | 1919           |
| Rosellinia biguttulata                           | Starbäck                             | 1904           |
| Rosellinia boukokoae                             | L.E. Petrini                         | 2013           |
| Rosellinia brassicicola                          | Feltgen                              | 1903           |
| Rosellinia breensis                              | Starbäck                             | 1905           |
| Rosellinia brevifissurata                        | Lar.N. Vassiljeva                    | 1998           |
| Rosellinia brevispora                            | L.E. Petrini                         | 2013           |
| Rosellinia britannica (Afgeplat tepelkogeltje)   | L.E. Petrini, Petrini & S.M. Francis | 1989           |
| Rosellinia brunneola                             | Wei Li & L. Guo                      | 2015           |
| Rosellinia cainii                                | L.E. Petrini                         | 2013           |
| Rosellinia calami                                | Henn.                                | 1903           |
| Rosellinia callimorphoides                       | Rehm                                 | 1907           |
| Rosellinia callosa                               | G. Winter                            | 1874           |
| Rosellinia camphorae                             | Q.R. Li, J.C. Kang & K.D. Hyde       | 2015           |
| Rosellinia capetribulensis                       | J. Bahl, Jeewon & K.D. Hyde          | 2006           |
| Rosellinia carrollii                             | L.E. Petrini                         | 2013           |
| Rosellinia caryae                                | Bonar                                | 1922           |
| Rosellinia cassiae                               | S.B. Kale                            | 1968           |
| Rosellinia castaneae                             | Oudem.                               | 1903           |
| Rosellinia caudata                               | Petch                                | 1926           |
| Rosellinia chiangmaiensis                        | Daranag. & K.D. Hyde                 | 2016           |
| Rosellinia chusqueae                             | Pat.                                 | 1895           |
| Rosellinia cibodasae                             | L.E. Petrini                         | 2013           |
| Rosellinia cinereoviolascens                     | Starbäck                             | 1905           |
| Rosellinia citriformis                           | F. Stevens & Weedon                  | 1925           |
| Rosellinia coffeae                               | Saccas                               | 1956           |
| Rosellinia coffeicola                            | Pat.                                 | 1902           |
| Rosellinia colensoi                              | Cooke                                | 1886           |
| Rosellinia communis                              | L.E. Petrini                         | 2003           |
| Rosellinia conferta                              | Lar.N. Vassiljeva                    | 1998           |
| Rosellinia congesta                              | I. Hino & Katum.                     | 1957           |
| Rosellinia congolensis                           | Saccas                               | 1953           |
| Rosellinia convexa                               | Q.R. Li & J.C. Kang                  | 2016           |
| Rosellinia cornicola                             | Naumov                               | 1926           |
| Rosellinia corticium (Slijmsporig tepelkogeltje) | (Schwein.) Sacc.                     | 1882           |
| Rosellinia costesii                              | Speg.                                | 1921           |
| Rosellinia crassispora                           | L.E. Petrini                         | 2013           |
| Rosellinia culmicola                             | Teng                                 | 1938           |
| Rosellinia culmorum                              | (Feltgen) Höhn.                      | 1906           |
| Rosellinia decidua                               | Petch                                | 1926           |
| Rosellinia desmazieri (Kortspleettepelkogeltje)  | (Berk. & Broome) Sacc.               | 1878           |
| Rosellinia diathrausta                           | (Rehm) L.E. Petrini                  | 1986           |
| Rosellinia didolotii                             | Saccas                               | 1956           |
| Rosellinia dingleyae                             | L.E. Petrini                         | 2003           |
| Rosellinia discreta                              | J. Fourn. & Lechat                   | 2017           |
| Rosellinia dolichospora                          | Syd. & P. Syd.                       | 1911           |
| Rosellinia elaeospora                            | Sacc. & Fairm.                       | 1906           |
| Rosellinia erianthi                              | Chona & Munjal                       | 1956           |
| Rosellinia eucalypticola                         | Henn. & E. Nyman                     | 1899           |
| Rosellinia euterpes                              | Rehm                                 | 1904           |
| Rosellinia floridana                             | L.E. Petrini                         | 2013           |
| Rosellinia formosana                             | Y.M. Ju & J.D. Rogers                | 1999           |
| Rosellinia franciscae                            | Petrini                              | 1992           |
| Rosellinia fuscomaculans                         | Rehm                                 | 1913           |
| Rosellinia fusispora                             | Kirschst.                            | 1911           |
| Rosellinia gisbornia                             | L.E. Petrini                         | 2003           |
| Rosellinia glabra                                | (Fuckel) L.E. Petrini                | 1992           |
| Rosellinia glomerata                             | (Viala) Sacc. & Traverso             | 1911           |
| Rosellinia granulosa                             | J. Fourn. & Lechat                   | 2017           |
| Rosellinia guianae                               | L.E. Petrini                         | 2013           |
| Rosellinia hainanensis                           | Wei Li bis & L. Guo                  | 2016           |
| Rosellinia helicofissurata                       | L.E. Petrini                         | 2013           |
| Rosellinia heliconiae                            | J. Fourn. & Lechat                   | 2017           |
| Rosellinia helvetica                             | L.E. Petrini, Petrini & S.M. Francis | 1989           |
| Rosellinia heraclei                              | Gucevi?                              | 1960           |
| Rosellinia himalayensis                          | Dargan & K.S. Thind                  | 1979           |
| Rosellinia hippophaes                            | Rehm                                 | 1903           |
| Rosellinia hyalospora                            | Theiss.                              | 1908           |
| Rosellinia hypoxyloides                          | (Henn.) Sacc. & D. Sacc.             | 1905           |
| Rosellinia immersa                               | Petch                                | 1926           |
| Rosellinia indica                                | Dargan & K.S. Thind                  | 1979           |
| Rosellinia insularis                             | Lar.N. Vassiljeva                    | 1998           |
| Rosellinia jiangxiensis                          | Wei Li bis & L. Guo                  | 2018           |
| Rosellinia johnstonii                            | L.E. Petrini                         | 2003           |
| Rosellinia lakshadweepensis                      | A. Pande & V.G. Rao                  | 1995           |
| Rosellinia laminariana                           | G.K. Sutherl.                        | 1916           |
| Rosellinia lamprostoma                           | Syd. & P. Syd.                       | 1913           |
| Rosellinia lechatii                              | L.E. Petrini                         | 2013           |
| Rosellinia leopoldensis                          | L.E. Petrini                         | 2013           |
| Rosellinia lepidolophae                          | Byzova & Vasyag.                     | 1981           |
| Rosellinia lignicola                             | (Cooke & Massee) Petr. & Syd.        | 1924           |
| Rosellinia lobayensis                            | Saccas                               | 1956           |
| Rosellinia longispora                            | Rick                                 | 1932           |
| Rosellinia macrospora                            | A. Pande & Mhaskar                   | 1973           |
| Rosellinia mammiformis (Glad tepelkogeltje)      | (Pers.) Ces. & De Not.               | 1863           |
| Rosellinia mammoidea                             | (Cooke) Sacc.                        | 1882           |
| Rosellinia mangiferae                            | Syd. & P. Syd.                       | 1911           |
| Rosellinia markhamiae                            | Sivan.                               | 1975           |
| Rosellinia mastoidea                             | Sacc.                                | 1882           |
| Rosellinia mastoidiformis                        | Saccas                               | 1956           |
| Rosellinia mearnsii                              | Tennakoon, Phook. & K.D. Hyde        | 2017           |
| Rosellinia megalospora                           | Saccas                               | 1956           |
| Rosellinia menglana                              | Wei Li bis & L. Guo                  | 2019           |
| Rosellinia merrillii                             | Syd. & P. Syd.                       | 1913           |
| Rosellinia mimosae                               | S.B. Kale                            | 1968           |
| Rosellinia minor                                 | (Höhn.) S.M. Francis                 | 1986           |
| Rosellinia minuta                                | (Nitschke) Speg.                     | 1921           |
| Rosellinia moroides                              | (Curr.) Sacc.                        | 1882           |
| Rosellinia mouchaccae                            | L.E. Petrini                         | 2013           |
| Rosellinia musispora                             | Van Ryck. & Verbeken                 | 2000           |
| Rosellinia neblinae                              | L.E. Petrini                         | 2013           |
| Rosellinia nectrioides                           | Rehm                                 | 1908           |
| Rosellinia nigerrima                             | Peyronel                             | 1918           |
| Rosellinia nigropileata                          | J. Fourn. & Lechat                   | 2017           |
| Rosellinia nothofagi                             | L.E. Petrini                         | 2003           |
| Rosellinia novae-zelandiae                       | L.E. Petrini                         | 2003           |
| Rosellinia obliquata                             | (Sommerf.) Sacc.                     | 1882           |
| Rosellinia obtusa                                | Petch                                | 1926           |
| Rosellinia occultata                             | Feltgen                              | 1901           |
| Rosellinia opuntiicola                           | Speg.                                | 1909           |
| Rosellinia palmae                                | L.E. Petrini                         | 2003           |
| Rosellinia papaverea                             | (Berk. & Broome) Ces. & De Not.      | 1882           |
| Rosellinia parva                                 | L.E. Petrini                         | 2013           |
| Rosellinia paschkovskii                          | Kravtzev                             | 1955           |
| Rosellinia patilii                               | L.E. Petrini                         | 2013           |
| Rosellinia pervariabilis                         | Q.R. Li & J.C. Kang                  | 2019           |
| Rosellinia petrakii                              | Narendra                             | 1972           |
| Rosellinia petriniae                             | A. Pande & V.G. Rao                  | 1995           |
| Rosellinia pistaciae                             | Frolov                               | 1970           |
| Rosellinia procera                               | Syd. & P. Syd.                       | 1910           |
| Rosellinia pseudohypoxylon                       | Speg.                                | 1921           |
| Rosellinia punicae                               | Anahosur                             | 1970           |
| Rosellinia queenslandiae                         | (Henn.) Sacc. & D. Sacc.             | 1905           |
| Rosellinia quercina                              | R. Hartig                            | 1880           |
| Rosellinia radiciperda                           | Massee                               | 1896           |
| Rosellinia raimundi                              | Sacc.                                | 1919           |
| Rosellinia rhacodioides                          | Sacc.                                | 1913           |
| Rosellinia rhanicensis                           | Petr.                                | 1916           |
| Rosellinia rhopalostylidicola                    | L.E. Petrini                         | 2003           |
| Rosellinia rickii                                | Bres.                                | 1906           |
| Rosellinia rogersii                              | L.E. Petrini                         | 2013           |
| Rosellinia romana                                | Sacc.                                | 1912           |
| Rosellinia rosarum                               | Niessl                               | 1872           |
| Rosellinia rossmaniae                            | L.E. Petrini                         | 2013           |
| Rosellinia saccasii                              | L.E. Petrini                         | 2013           |
| Rosellinia sancta-cruciana                       | Ferd. & Winge                        | 1908           |
| Rosellinia sigmoidea                             | Q.R. Li, J.C. Kang & K.D. Hyde       | 2015           |
| Rosellinia sigmoideofissurata                    | L.E. Petrini                         | 2013           |
| Rosellinia sigmoides                             | Q.R. Li, J.C. Kang & K.D. Hyde       | 2015           |
| Rosellinia similis                               | Sacc.                                | 1908           |
| Rosellinia smilacina                             | Speg.                                | 1909           |
| Rosellinia somala                                | Bacc.                                | 1916           |
| Rosellinia spiraeanthi                           | Schwarzman                           | 1968           |
| Rosellinia spiraliterfissurata                   | L.E. Petrini                         | 2013           |
| Rosellinia starbaeckii                           | L.E. Petrini                         | 2013           |
| Rosellinia steineriana                           | Keissl.                              | 1920           |
| Rosellinia stenasca                              | Rick                                 | 1932           |
| Rosellinia subterranea                           | Sacc. & P. Syd.                      | 1899           |
| Rosellinia tainanii                              | L.E. Petrini                         | 2013           |
| Rosellinia taiwanensis                           | L.E. Petrini                         | 2013           |
| Rosellinia tenuistromicola                       | Petch                                | 1926           |
| Rosellinia tetraspora                            | M. Niranjan & V.V. Sarma             | 2018           |
| Rosellinia tetrastigmae                          | Q.R. Li & J.C. Kang                  | 2019           |
| Rosellinia theissenii                            | L.E. Petrini                         | 2013           |
| Rosellinia thelena (Spits tepelkogeltje)         | (Fr.) Rabenh.                        | 1865           |
| Rosellinia thindii                               | Dargan                               | 1979           |
| Rosellinia tienpinensis                          | Teng                                 | 1934           |
| Rosellinia tricolor                              | Theiss.                              | 1908           |
| Rosellinia truncatispora                         | J. Fourn. & Lechat                   | 2017           |
| Rosellinia tunicata                              | Kirschst.                            | 1911           |
| Rosellinia ucrainica                             | L.E. Petrini                         | 2013           |
| Rosellinia umbilicata                            | Sacc.                                | 1914           |
| Rosellinia variospora                            | Starbäck                             | 1905           |
| Rosellinia venezuelensis                         | L.E. Petrini                         | 2013           |
| Rosellinia verrucaria                            | Mont. ex Sacc.                       | 1882           |
| Rosellinia victoriae                             | Syd. & P. Syd.                       | 1908           |
| Rosellinia weiriana                              | Sacc.                                | 1920           |
| Rosellinia winckleriana                          | Henn. ex L.E. Petrini                | 2013           |
| Rosellinia yumingjui                             | L.E. Petrini                         | 2013           |
| Rosellinia yunnanensis                           | Wei Li bis & L. Guo                  | 2018           |